# Resolució 1286 del Consell de Seguretat de les Nacions Unides
La Resolució 1286 del Consell de Seguretat de les Nacions Unides fou adoptada per unanimitat el 19 de gener de 2000. Després de reafirmar totes les resolucions i les declaracions del President del Consell a la guerra civil a Burundi, el Consell va donar suport als esforços de l'ex-president sud-africà Nelson Mandela per aconseguir una solució política al conflicte al país.
El Consell de Seguretat va preocupar les greus condicions econòmiques, humanitàries i socials de Burundi. Va haver-hi violència i inseguretat, marcada per l'augment dels atacs civils per part dels grups armats a la capital Bujumbura, i preocupació per les seves implicacions en la seguretat a la regió. El Consell va reconèixer l'important paper dels països de la regió, especialment Tanzània, que van albergar a milers de refugiats de Burundi. Va reafirmar que el procés de pau Arusha era la base d'una resolució del conflicte.
El nomenament de Nelson Mandela com a facilitador del procés de pau d'Arusha a la Vuitena Cimera Regional d'Arusha el desembre de 1999 va ser acollit amb gran satisfacció pel Consell. En aquest context, va reafirmar el seu suport al procés de pau d'Arusha i perquè totes les parts de Burundi cooperessin. Va encomiar als partits que es van comprometre amb les negociacions i van demanar a aquells que no havien de cessar immediatament les hostilitats.
La resolució va condemnar enèrgicament l'assassinat de personal del Fons de les Nacions Unides per a la Infància i el Programa Mundial d'Aliments a la província de Rutana a l'octubre de 1999. Es va demanar als països veïns de Burundi que actuessin contra els insurgents i les transferències il·lícites d'armes i assegurar la neutralitat, la seguretat i el caràcter civil dels camps de refugiats. Es va instar als donants i la comunitat internacional a proporcionar ajuda humanitària i examinar les necessitats de desenvolupament econòmic de Burundi.